# FC Abercorn
Der FC Abercorn (Abercorn Football Club) war ein schottischer Fußballverein aus Paisley, welcher von 1877 bis 1920 existierte.

## Geschichte
Der Verein wurde im Jahr 1877 gegründet und war zudem Gründungsmitglied der Scottish Football League zur Saison 1890/91. Von Anfang an stand der Verein aber im Schatten des innerstädtischen Konkurrenten FC St. Mirren. Das erste Mal am FA Cup teilnehmen konnte die Mannschaft in der Saison 1880/81. Zur Einführung der Division Two stieg der Verein gleich zur ersten Saison in die tiefer gelegene Liga ab. Lediglich in der Saison 1896/97 kehrte der Verein für eine Saison in die erste Liga zurück. Mit 3:33 Punkten stieg die Mannschaft am Ende der Saison sofort wieder ab.
Am Ende der Saison 1908/09 wurde die Mannschaft dann wieder mit 31:13 Punkten Meister der Liga. Sowie nach der Saison 1911/12 noch einmal Zweiter, jedoch gab es für die Mannschaft keinen Aufstieg mehr in die oberste Liga. Durch den Ausbruch des Ersten Weltkriegs nach der Saison 1914/15 gab es für den Verein auch keinen Spielbetrieb mehr. Besonders bedingt durch den Mangel eines benötigten Platzes löste sich der Klub zur Saison 1920/21 dann auf.